# جيمس مردوخ أوستين
جيمس مردوخ أوستين (بالإنجليزية: James Murdoch Austin) هو رياضياتي أمريكي، ولد في 25 مايو 1915 في دنيدن في نيوزيلندا، وتوفي في 26 نوفمبر 2000 في كونكورد في الولايات المتحدة.